# Eissporthalle Paul-Heyse-Straße
Die Eissporthalle des Sportkomplex Berlin – Paul-Heyse-Straße ist eine Trainings- und Spielstätte verschiedener Berliner Eissport- und Eishockeyvereine im Berliner Ortsteil Prenzlauer Berg. Unter anderem trainieren hier Mannschaften wie der Berliner Schlittschuhclub, FASS Berlin und der ECC Preussen Berlin. Die Halle liegt in direkter Nachbarschaft zum Velodrom.
Die Eissporthalle Paul-Heyse-Straße Ecke Conrad-Blenkle-Straße bietet somit eine Ergänzung zum Trainings- und Spielbetrieb und kann im Falle einer zu starken Auslastung anderer Berliner Eisflächen mit Tribünen bis 250 Zuschauern ausgestattet werden.   
Es handelt sich nicht um eine öffentlich nutzbare Eishalle. Die Nutzung erfolgt ausschließlich durch den Vereinssport. Die Nutzungszeiten werden durch den Berliner Eissport-Verband koordiniert und an den Bedarf der Leistungsgruppen angepasst.  
Die Eissporthalle ist Bestandteil des Sportkomplex’ Berlin – PHS. Dieser ist eine von vier zentral durch die Senatsverwaltung für Inneres und Sport des Landes Berlin verwalteten Sportanlagen (neben dem Olympiapark, dem Friedrich-Ludwig-Jahn-Sportpark und dem Sportforum Berlin) und dient in erster Linie den leistungsorientierten und im Verband organisierten Eissportvereinen als Trainings- und Wettkampfstätte. 

## Geschichte
Die Eissporthalle ist ein altes Fabrikgebäude, das in den Jahren 2006–2007 aufwendig saniert und mit neuen Kabinen und sanitären Anlagen ausgestattet wurde. Die Erneuerung war vor allem wegen des beim Bau verwendeten Asbests notwendig. Die Eissporthalle war kein Fabrikgebäude, sondern eine Sporteinrichtung. Das gesamte Sportgelände wurde in den 1970er Jahren auf einer Kleingartenanlage errichtet.